# Vila Václava Laurina
Vila Václava Laurina je sídelní vila v Mladé Boleslavi, která byla postavena okolo roku 1908 v novorenesančním slohu v Husově ulici 208/21 u parku Výstaviště. Šlo o lukrativní lokalitu, v ulici postupně vznikly jedny z nejvýznamnějších souborů historizující a secesní architektury sídelních vil ve městě.

## Historie
Výstavbu vily zadal místní podnikatel a průmyslník Václav Laurin, spolumajitel automobilového závodu Laurin & Klement (později Škoda Auto). Vilu zadal ke stavbě poté, co  byla firma roku 1907 přeměněna na akciovou společnost, na čemž Laurin značně vydělal. Laurinův obchodní partner a celoživotní spolupracovník Václav Klement si roku 1908 nechal vlastní secesní vilu postavit na pozemku ve stejné ulici východně od Laurinovy vily (č. p. 25), oba domy rozděluje jedna později zastavěná parcela. 
S akcentem na Laurinovo praktické a technické zaměření konstruktéra byla jednoposchoďová vila navržena prostě a úsporně, s velkou pracovnou. Do ulice vystupuje z fasády jeden arkýř.

### Po roce 1948
Po znárodnění v roce 1948 byl dům odebrán původním majitelům. Po roce 1989 byl objekt restituován a přešel do soukromého vlastnictví. 